# André Gunder Frank
André Gunder Frank (ur. 24 lutego 1929 w Berlinie, zm. 23 kwietnia 2005 w Luksemburgu) – niemiecko-amerykański ekonomista, jeden ze współtwórców teorii systemów-światów i teorii zależności.

## Życiorys
Studiował w Stanach Zjednoczonych, gdzie w 1957 roku na Uniwersytecie Chicagowskim obronił doktorat napisany pod kierunkiem Miltona Friedmana.
Wykładał w Ameryce Południowej, a następnie w Europie Zachodniej.

## Publikacje (wybór)
- 1966: The Development of Underdevelopment
- 1978: World Accumulation, 1492–1789
- 1998: Reorient: Global economy in the Asian age

## Publikacje po polsku
- Rozwój niedorozwoju [w:] Ryszard Stemplowski, red., Ameryka Łacińska: dyskusja o rozwoju, Warszawa 1987, s. 87–106